# Cioroiu Nou, Dolj
Cioroiu Nou este un sat în comuna Cioroiași din județul Dolj, Oltenia, România. Se află în partea de sud-vest a județului, în Câmpa Băileștilor. La recensământul din 2002 avea o populație de 660 locuitori. Nu departe de localitate s-au descoperit vestigiile unei așezări ce cuprinde mai multe niveluri de locuire (dacic, roman, medieval), dintre care cel mai extins este cel roman (castru). Biserica ortdoxă din localitate, construită în anul 1841 este monument istoric.